# SCOM Mikishi
El SCOM Mikishi es un equipo de fútbol de la República Democrática del Congo que juega en la Lifkat, una de las ligas regionales que conforman el tercer nivel del fútbol en el país.

## Historia
Fue fundado en la ciudad de Lubumbashi y por muchas temporadas han jugado en la Linafoot, de la cual fueron campeones en 1991, aunque no han regresado a la máxima categoría desde la desaparición de Zaire en 1998.
A nivel internacional han participado en 1 torneo continental, en la Copa Africana de Clubes Campeones 1992, en donde fueron eliminados en la primera ronda por el Asante Kotoko de Ghana.

## Palmarés
- Linafoot: 1

1991

## Participación en competiciones de la CAF
| Temporada | Torneo                            | Ronda | Club          | Casa | Visita | Global |
| --------- | --------------------------------- | ----- | ------------- | ---- | ------ | ------ |
| 1992      | Copa Africana de Clubes Campeones | 1     | Asante Kotoko | 1-1  | 0-2    | 1-3    |